# 그들은 피아노 연주자를 쐈다
《그들은 피아노 연주자를 쐈다》(Dispararon al pianista)는 2025년 개봉한 성인 애니메이션 다큐드라마 영화로, 페르난도 트루에바와 하비에르 마리스칼이 감독을 맡았다. 2023년 스페인에서 최초 개봉했다. 이 영화는 1976년 브라질 보사노바 피아니스트 테노리오 주니어의 실종과 추정된 살해 사건을 중심으로 전개되며, 제프 골드블룸이 미국의 음악 저널리스트 제프 해리스를 연기하여 테노리오 사건을 조사하는 역할을 맡았다.
영화의 사운드트랙에는 주앙 지우베르투, 카에타누 벨로주, 지우베르투 지우, 비니시우스 지 모라이스, 파울루 무라의 음악이 포함되어 있으며, 일부 음악가들은 목소리 출연자로 등장하여 제프 골드블룸의 캐릭터가 테노리오의 중요성과 영향력에 대해 조사하는 과정에서 자신으로 등장해 증언한다.
2023년 9월 6일 제50회 텔류라이드 영화제에서 세계 최초로 공개되었으며, 2023년 10월 6일 스페인에서 극장 개봉했다.

## 줄거리
보사노바의 기원 이야기는 특히 아르헨티나와 브라질의 군사 쿠데타로 크게 변화한 역사적 배경 속에서 그려진다. 이 과정은 브라질 대중 음악의 가수, 작곡가, 음악 평론가들과의 실제 인터뷰를 통해 생생히 전달된다.
영화는 뉴욕의 음악 저널리스트 제프 해리스가 브라질 피아니스트 테노리오 주니어의 신비로운 실종 사건과 그가 보사노바에 미친 영향을 대한 조사하기 위해 리우데자네이루로 떠나는 여정을 그린다.